# Era Cava
Era Cava (francès Lacave) és un municipi francès, situat a la regió d'Occitània, departament de l'Arieja.